# Calceolaria lanata
Calceolaria lanata là một loài thực vật có hoa trong họ Calceolariaceae. Loài này được Kunth mô tả khoa học đầu tiên năm 1818.